# Oncidium ornithorhynchum
 Oncidium ornithorynchum   es una especie de orquídeas del género Oncidium originaria de Centroamérica.

## Descripción
Oncidium ornithorhyncum es una orquídea epífita y ocasionalmente litófita con pseudobulbos cilíndricos aplastados lateralmente de los que salen apicalmente dos hojas coriáceas estrechas oblongo linguladas, las basales curvadas o péndulas.
En su centro emergen dos varas florales de numerosas y diminutas flores. Florecen en primavera y en otoño.
Posee un  tallo floral paniculado.

Flores en racimo mediano de muchas flores de tamaño pequeño muy perfumadas ( olor a lilas ) por la mañana, de color purpureo con manchas amarilla fuerte en la columna.

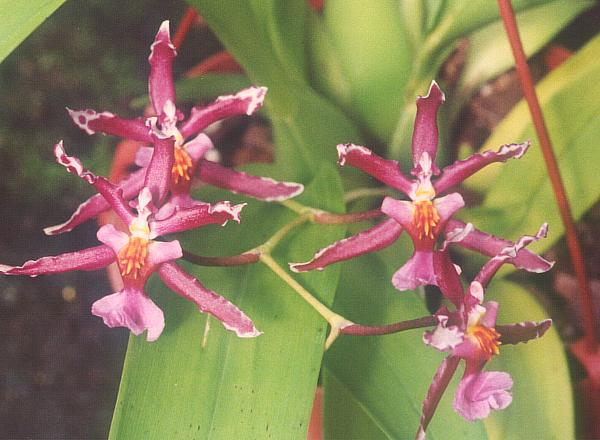
Oncidium ornithorynchum vara floral.

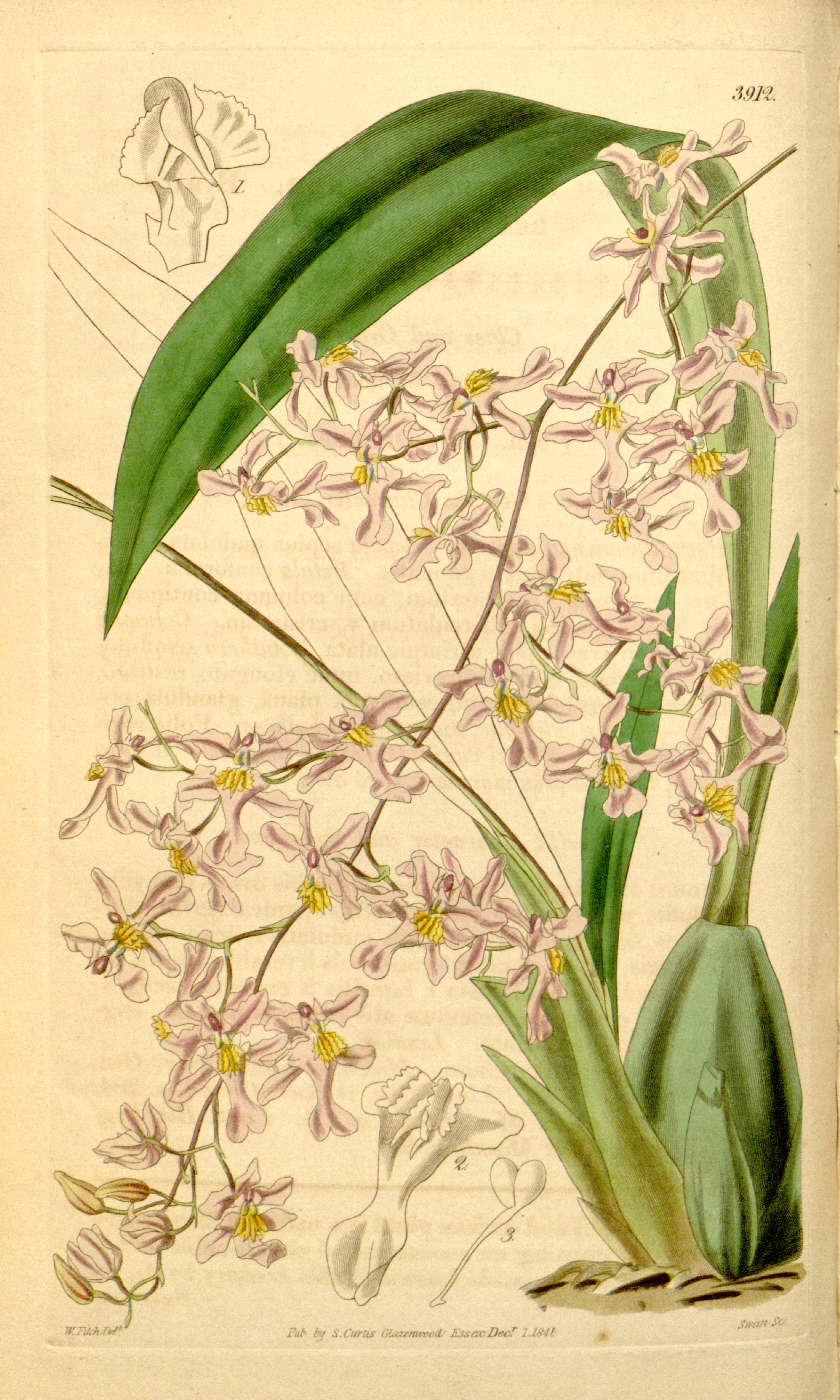
Ilustración

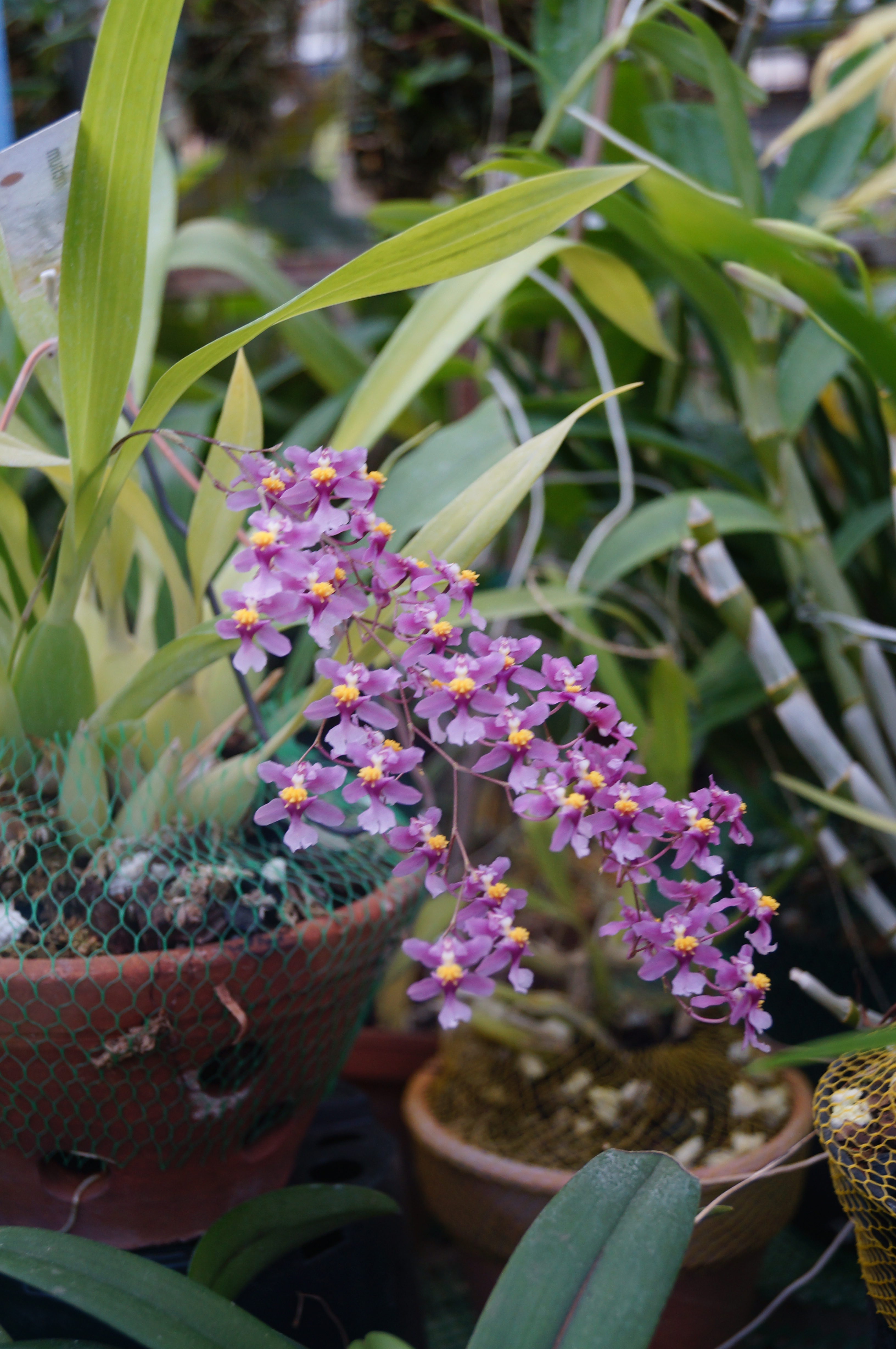
Vista de la planta

## Hábitat
Esta especie es oriunda de Colombia, Sudamérica y Centroamérica. Esta Orquídea se desarrolla sobre árboles. Zona de clima húmedo de baja montaña alturas de 1200 a 1800 metros.

## Cultivo
Tiene preferencia de mucha claridad o con sombra moderada. Para cultivar se debe plantar en un tronco con la base recta no muy largo, para que se pueda mantener en pie y se coloca la orquídea atada a un costado de este.

Se pueden poner en el exterior como los Cymbidium para forzar la floración. En invierno mantenerle el sustrato seco con pocos riegos.
Florecen en Otoño y en Primavera.

## Taxonomía
Oncidium ornithorynchum fue descrita por  Carl Sigismund Kunth  y publicado en Nova Genera et Species Plantarum (quarto ed.) 1: 345–346, t. 80. 1815[1816].
Etimología
Ver: Oncidium, Etimología
ornithorynchum: epíteto latíno que significa "como el pico de las aves".
Sinonimia
- Oncidium roseum Lodd. ex Lindl.
- Oncidium pyramidale Lindl., Ann. Mag. Nat. Hist. 15: 384 (1845).
- Oncidium chrysopyramis Rchb.f. & Warsz., Bonplandia (Hannover) 2: 108 (1854).
- Oncidium maderoi Schltr., Repert. Spec. Nov. Regni Veg. Beih. 7: 191 (1920).[3][4][5]